# Chrzumczütz

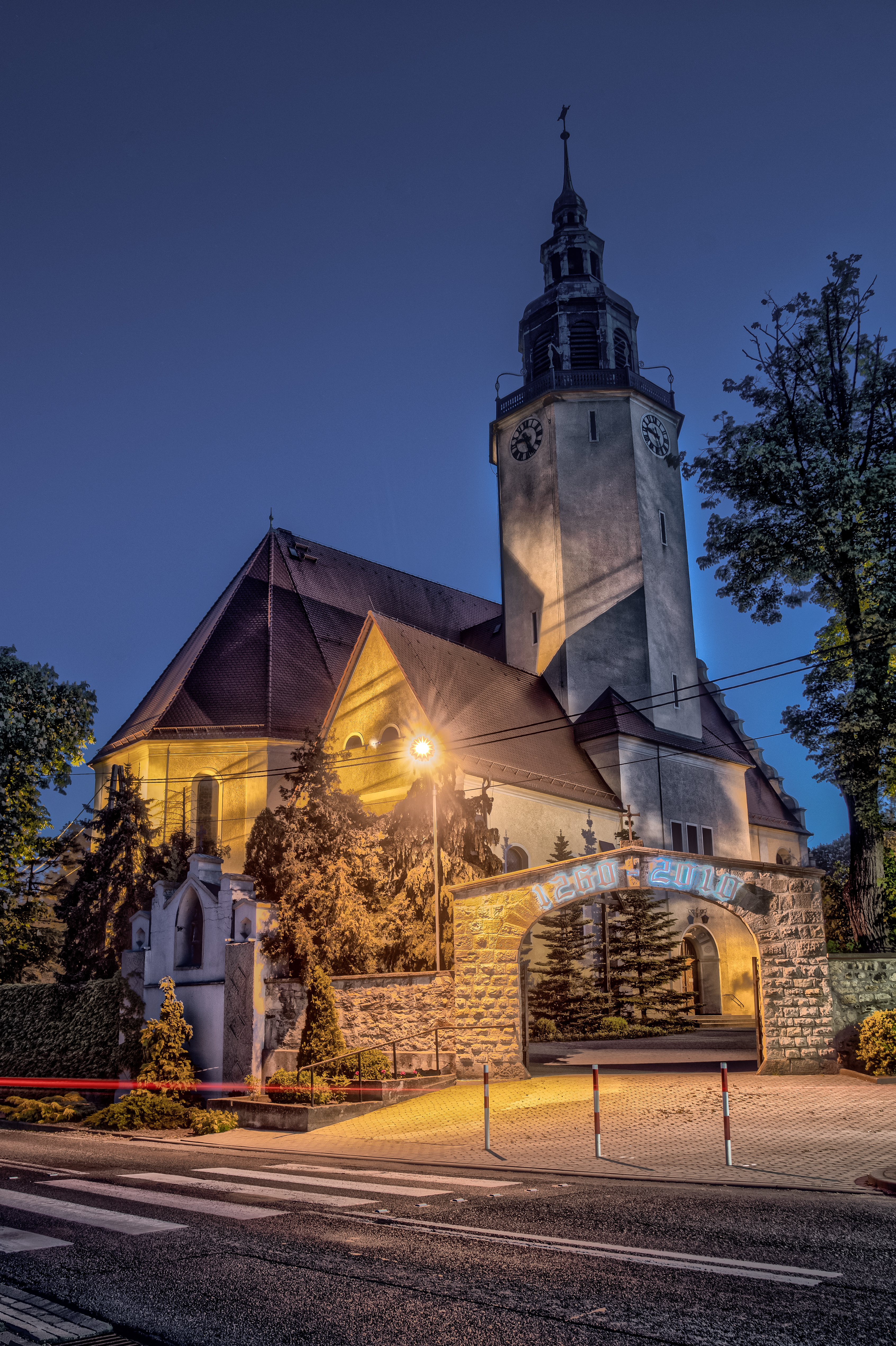
Maria-vom-Berg-Karmel-Kirche

Chrzumczütz (polnisch Chrząszczyce, 1933–1945 Schönkirch O.S.) ist ein Dorf in der Stadt- und Landgemeinde Prószków im Powiat Opolski der Woiwodschaft Opole in Polen.

## Geographie
Das Straßendorf Chrzumczütz liegt vier Kilometer nordöstlich von Proskau und acht Kilometer südwestlich von Opole (Oppeln) in der Nizina Śląska (Schlesischen Tiefebene). Durch den Ort verläuft die Woiwodschaftsstraße Droga wojewódzka 414.
Nachbarorte von Chrzumczütz sind im Westen Dometzko (Domecko), im Norden Gorek (Górki), im Osten Chrzowitz (Chrzowice) und im Süden Zlattnik (Złotniki).

## Geschichte

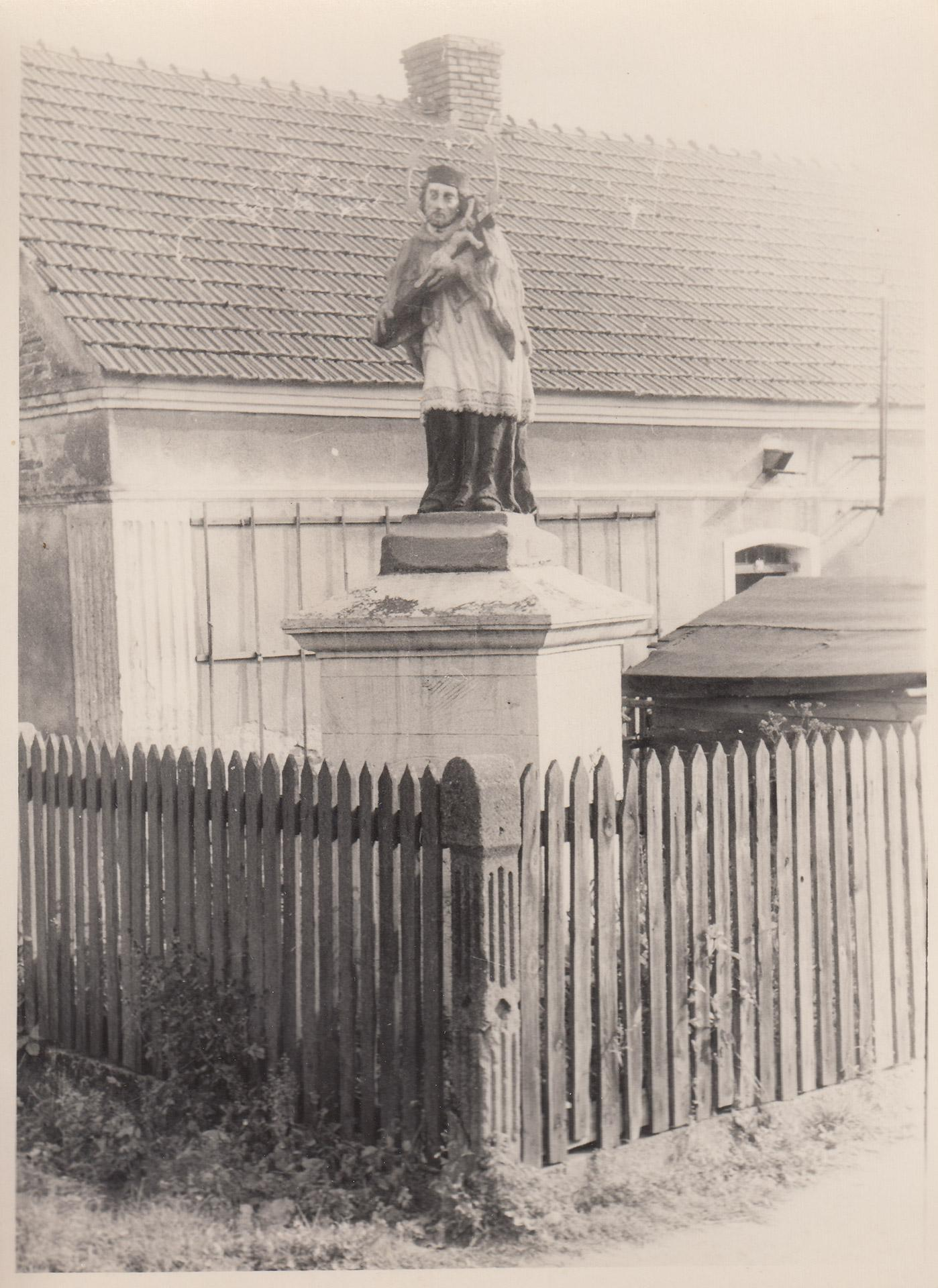
Statue des böhmischen Landesheiligen Johannes von Nepomuk

„Cremchici“ wurde erstmals im Jahr 1260 erwähnt. Weitere Erwähnungen erfolgten 1295 als Chrempchicz und 1532 Krzimptzytz. Der Name des Dorfes leitet sich vom slawischen Wort chrząszcz (Käfer) ab und bedeutet übersetzt Käferplatz.
Nach dem Ersten Schlesischen Krieg 1742 fiel Chrzumczütz mit dem größten Teil Schlesiens an Preußen.
1814 kam es zu einem großen Brand, bei dem die Kirche und ein Großteil der Häuser vernichtet wurden. Nach der Neuorganisation der Provinz Schlesien gehörte die Landgemeinde Chrzumczütz ab 1816 zum Landkreis Oppeln, mit dem es bis 1945 verbunden blieb. 1845 bestanden im Dorf eine katholische Schule, ein Pfarrhaus und 58 weitere Häuser. Im gleichen Jahr lebten in Chrzumczütz 391 Einwohner, davon acht evangelisch und sechs jüdisch. 1855 zählte der Ort 419 Einwohner. 1865 hatte der Ort einen Kretschmer, 16 Bauern, 10 Gärtner, 25 Häusler, fünf Angerhäusler und zwei Schmieden. Im Ort befand sich eine katholische Schule. 1874 wurde der Amtsbezirk Schloss Proskau gegründet, dem die Landgemeinden Chrzumczütz, Neuhammer, Proskau, Wilhelmsberg und Zlattnik sowie die Gutsbezirke Proskau Domäne und Zlattnik Domäne eingegliedert wurden. 1885 zählte der Ort 520 Einwohner.
Bei der Volksabstimmung in Oberschlesien am 20. März 1921 stimmten 235 Wahlberechtigte für einen Verbleib bei Deutschland und 116 für Polen. Chrzumczütz verblieb beim Deutschen Reich. 1933 lebten im Ort 642 Einwohner. Im gleichen Jahr wurde Chrzumczütz in Schönkirch umbenannt. Ab 1934 war der amtliche Ortsname Schönkirch O.S. 1939 hatte der Ort 654 Einwohner.
1945 kam der bisher deutsche Ort unter polnische Verwaltung und wurde in Chrząszczyce umbenannt und der Woiwodschaft Schlesien angeschlossen. 1950 Chrząszczyce zur Woiwodschaft Opole. Seit 1999 gehört Chrząszczyce zum Powiat Opolski. Am 30. April 2010 erhielt der Ort zusätzlich den amtlichen deutschen Ortsnamen Chrzumczütz. Seit Juni 2012 sind auch die Ortsschilder zweisprachig.

## Sehenswürdigkeiten
- Die römisch-katholische Maria-vom-Berg-Karmel-Kirche (Kościół Matki Boskiej Szkaplerznej) zählt zu den ältesten Gebäuden des Dorfes. Der Kirchenbau geht auf das Jahr 1260 zurück. Im Jahr 1814 wurde die Kirche durch einen Brand zerstört. 1927 wurde die gegenwärtige Kirche wiederaufgebaut, da die preußischen Behörden einen Neubau verweigerten. Die Kirche steht seit 2008 unter Denkmalschutz.[9]
- Pfarrhaus aus Backstein aus dem 19. Jahrhundert – steht seit 1966 unter Denkmalschutz[9]
- Statue des böhmischen Landesheiligen Johannes von Nepomuk
- Wegekapelle mit Marien- und Josefsstatue
- Wegekreuz von 1903

## Vereine
- Deutscher Freundschaftskreis
- Freiwillige Feuerwehr OSP Chrząszczyce
- Sportverein LZS Chrząszczyce
- Fußballverein KSC Chrząszczyce